# 第七届全国人民代表大会各专门委员会
第七届全国人民代表大会各专门委员会是中华人民共和国第七届全国人民代表大会设立的专门委员会，任期自1988年3月至1993年3月。
1982年公布施行的《中华人民共和国宪法》第七十条规定：“全国人民代表大会设立民族委员会、法律委员会、财政经济委员会、教育科学文化卫生委员会、外事委员会、华侨委员会和其他需要设立的专门委员会。在全国人民代表大会闭会期间，各专门委员会受全国人民代表大会常务委员会的领导。”
第七届全国人民代表大会设立7个专门委员会：民族委员会、法律委员会、内务司法委员会、财政经济委员会、教育科学文化卫生委员会、外事委员会、华侨委员会。

## 相关变动
1988年3月28日第七届全国人民代表大会第一次会议通过各专门委员会组成人员名单。
1988年4月13日第七届全国人民代表大会常务委员会第一次会议补充任命部分专门委员会委员。
1988年7月1日第七届全国人民代表大会常务委员会第二次会议补充任命法律委员会副主任委员。
1988年9月5日第七届全国人民代表大会常务委员会第三次会议任免部分专门委员会委员。
1988年11月8日第七届全国人民代表大会常务委员会第四次会议补充任命内务司法委员会副主任委员。
1989年7月6日第七届全国人民代表大会常务委员会第八次会议补充任命财政经济委员会副主任委员。
1989年10月31日第七届全国人民代表大会常务委员会第十次会议补充任命部分专门委员会委员。
1990年3月14日第七届全国人民代表大会常务委员会第十三次会议决定免去郁文的民族委员会副主任委员职务，决定撤销胡绩伟的教育科学文化卫生委员会副主任委员职务。
1990年6月28日第七届全国人民代表大会常务委员会第十四次会议决定撤销赵复三的外事委员会委员职务。
1991年3月2日第七届全国人民代表大会常务委员会第十八次会议任免部分专门委员会委员。
1991年3月20日第七届全国人民代表大会常务委员会第十九次会议补充任命财政经济委员会委员。

## 民族委员会
1988年3月28日通过：
- 主任委员：阿沛·阿旺晋美（藏族）
- 副主任委员：郁文、李学智、爱新觉罗·溥杰（满族）、李贵、陶爱英（壮族）、平措汪杰（藏族）
- 委员（按姓名笔划排列）：马木托夫·库尔班（维吾尔族）、马腾霭（回族）、王秉鋆(布依族）、王耀伦（苗族）、扎喜旺徐（藏族）、田富达（高山族）、关山复（满族）、孙敏初（哈尼族）、李桂英（女，彝族）、杨初桂（女，侗族）、杨明（白族）、张有隽（瑶族）、陈立、曹龙浩（朝鲜族）、清格尔泰（蒙古族）

1989年10月31日补充任命：
- 委员；刀安钜（傣族）、杨文贵（黎族）、努尔莫合买提·热衣斯（哈萨克族）、彭英明（土家族）

1990年3月14日决定免去：
- 副主任委员：郁文

## 法律委员会
1988年3月28日通过：
- 主任委员：王汉斌
- 副主任委员：宋汝棼、费彝民、顾明、项淳一、江平
- 委员（按姓名笔划排列）：王叔文、邓家泰、刘有光、李慎之、宋承志、陈先、林涧青、周杰、胡德华（女）、段苏权、郭力文（女）、黄玉昆、章师明、章瑞英（女）、蒋一苇

1988年7月1日补充任命：
- 副主任委员：林涧青

1988年9月5日免去：
- 委员：胡德华（女）

## 内务司法委员会
1988年3月28日通过：
- 主任委员：习仲勋
- 副主任委员：邹瑜、孟连崑、彭清源、焦善民
- 委员（按姓名笔划排列）：邢亦民、朱荣、刘延东（女）、阴法唐、严佑民、李清、李琦、李瑞山、谷景生、陈作霖、林月琴（女）、胡宏、秦川、唐达成、曹思明

1988年11月8日补充任命：
- 副主任委员：李瑞山

1988年9月5日补充任命：
- 委员：胡德华（女）

## 财政经济委员会
1988年3月28日通过：
- 主任委员：陈慕华（女）
- 副主任委员：叶林、马洪、陶大镛、李朋、张根生、董辅礽
- 委员（按姓名笔划排列）：王润生、古耕虞、厉以宁、任新民、刘伟、刘念智、孙敬文、杨一木、杨立功、杨波、杨铿、吴大琨、胡代光、张忱（女）、莫文祥、柴树藩、钱敏、徐运北、高修、陶力、潘淼

1989年7月6日补充任命：
- 副主任委员：杨波

1991年3月20日补充任命：
- 委员：陈国强（女）

## 教育科学文化卫生委员会
1988年3月28日通过：
- 主任委员：周谷城
- 副主任委员：张承先、胡绩伟、胡克实、王伟、刘冰
- 委员（按姓名笔划排列）：冯之浚、叶笃正、朱德熙、刘大年、刘东生、刘立封、许嘉璐、李庄、李泽厚、杨海波、杨浚、吴仲华、陈舜礼、林兰英（女）、郝诒纯（女）、贺敬之、黄志刚、黄顺兴、董建华、谢铁骊、楚庄、蔡子民、熊复、颜金生

1988年4月13日补充任命：
- 委员：吴阶平

1990年3月14日撤销：
- 副主任委员：胡绩伟

1991年3月2日免去：
- 委员：蔡子民

## 外事委员会
1988年3月28日通过：
- 主任委员：廖汉生
- 副主任委员：符浩、曾涛、章文晋、姚广、柯平
- 委员（按姓名笔划排列）：丁光训、马齐彬、王淑贤（女）、区棠亮（女）、宋一平、张挺、周宏仁、赵复三、宦乡、贺进恒、董寅初、谢怀德

1991年3月2日补充任命：
- 委员：马烽、周冠五、蔡子民

1990年6月28日撤销：
- 委员：赵复三

## 华侨委员会
1988年3月28日通过：
- 主任委员：叶飞
- 副主任委员：何英、梁灵光、高登榜、陈宗基
- 委员（按姓名笔划排列）：叶迪生、叶佩英（女）、伍禅、杜子威、陈鹤桥、林丽韫（女）、林瑞联（女）、周铮、蚁美厚、徐起超、黄军军（女）、谢鸿生

1988年4月13日补充任命：
- 委员：黄光汉

1989年10月31日补充任命：
- 委员：王宋大

1991年3月2日补充任命：
- 副主任委员：林丽韫（女）[2]